# Iqta
Een iqta (Arabisch: اقطاع, iqta') was in de Middeleeuwen in de islamitische wereld een contract waarbij een sultan het recht belasting op te halen in een bepaald gebied afstond aan een lokale machthebber, een muqti. Daarvoor in de plaats kreeg de lokale machthebber de verplichting soldaten te leveren en de orde te handhaven in het betreffende gebied.
Hoewel het systeem van iqta's wel vergeleken is met het feodale systeem van leenheren en leenmannen in middeleeuws Europa, zijn er ook verschillen. Zo hadden de muqti's het gebied niet in bezit, maar slechts het recht het te besturen.
Omdat iqta's vaak erfelijk overgingen van vader op zoon, zorgde het systeem voor het ontstaan van een soort landelijke adel. Dit was een belangrijke factor in het eroderen van het centraal gezag van de sultan.